# Caprezzo
Caprezzo – miejscowość i gmina we Włoszech, w regionie Piemont, w prowincji Cusio Ossola. Położona około 120 kilometrów na północny wschód od Turynu i około 6 kilometrów na północny wschód od Verbanii.
Według danych na rok 2004 gminę zamieszkiwało 177 osób, 25,3 os./km².